# Posiołok Uczchoza Nowoanninskogo Sielchoztiechnikuma
Posiołok Uczchoza Nowoanninskogo Sielchoztiechnikuma (ros. Посёлок Учхоза Новоаннинского Сельхозтехникума) – wieś w Rosji, w rejonie nowoanninskim obwodu wołgogradzkiego. W 2021 r. liczyła 3 mieszkańców.